# Falotoxina
Falotoxinas são um grupo de pelo menos sete substâncias, todas heptapeptídeos (sete aminoácidos) bicíclicos isolados a partir do cogumelo venenoso Amanita phalloides.

## Estruturas químicas

Faloidina
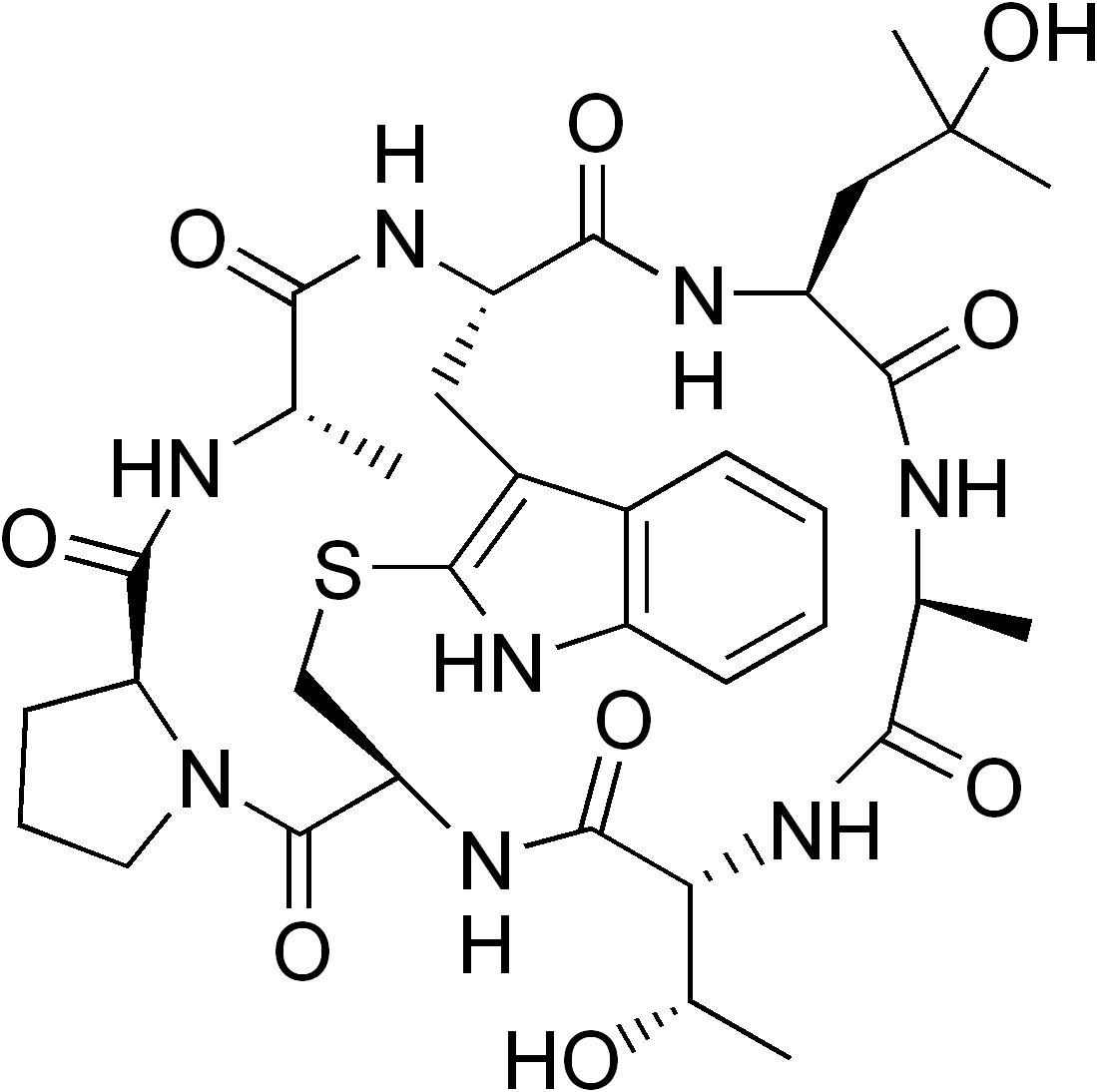
Profaloina
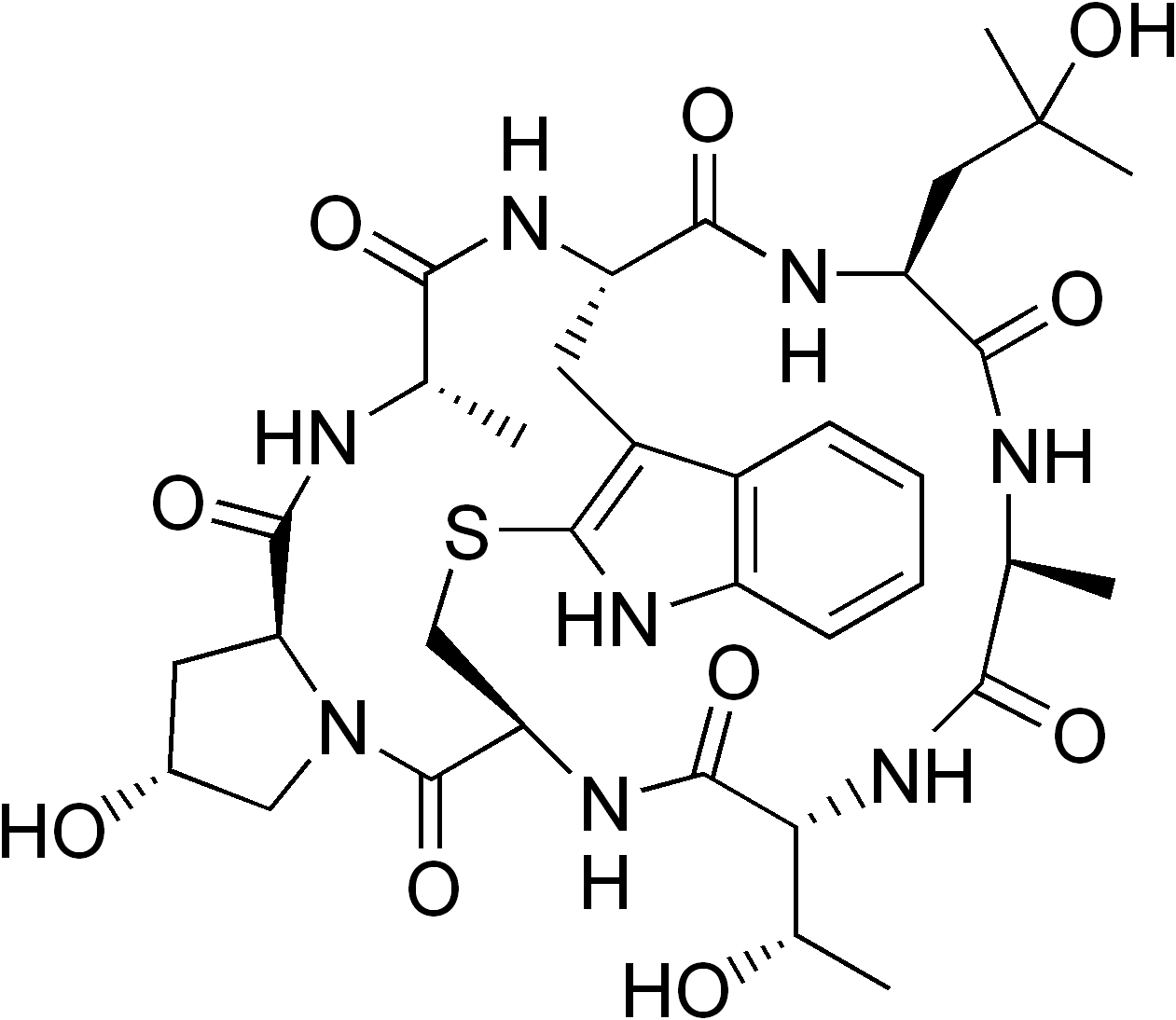
Faloina
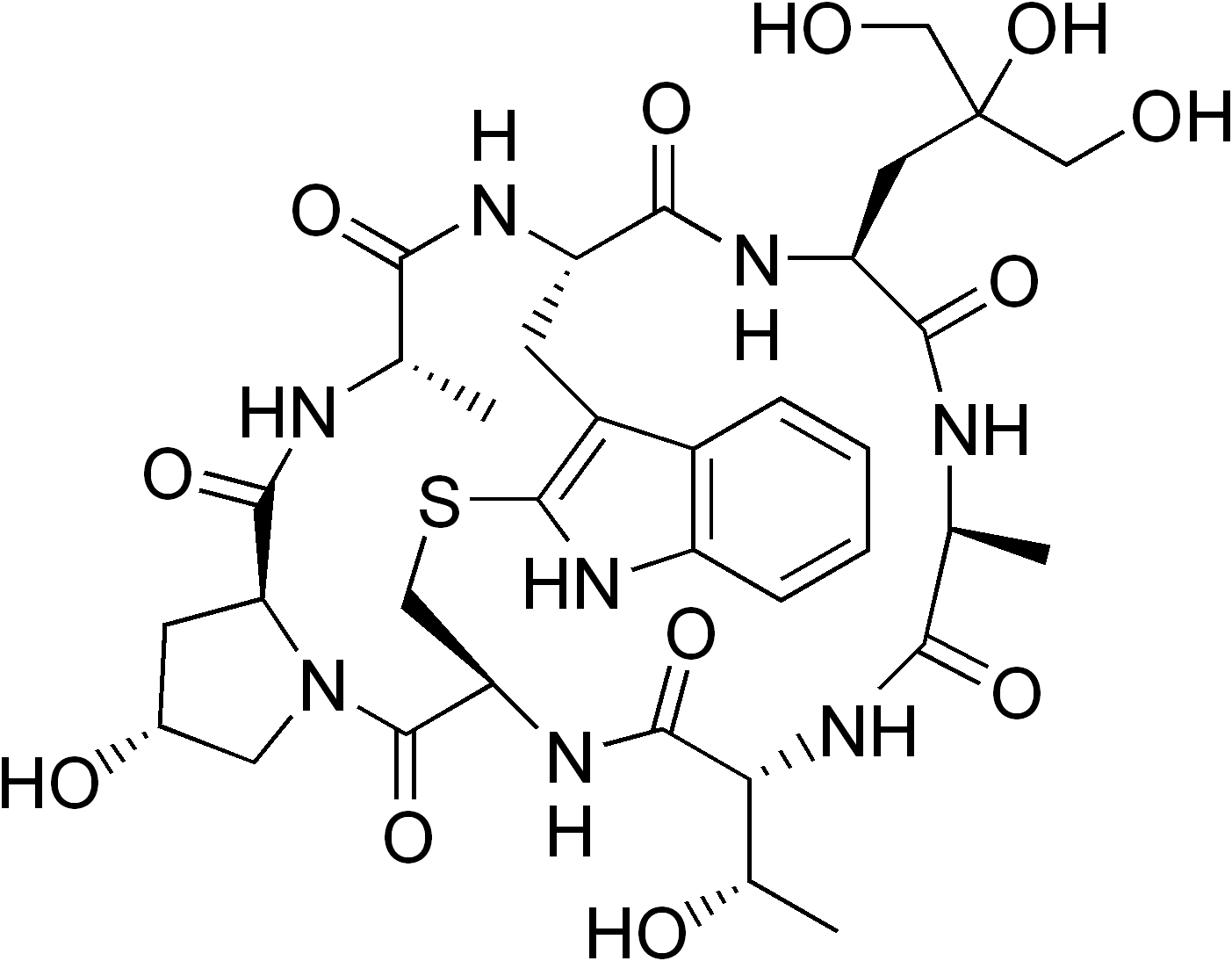
Falisina
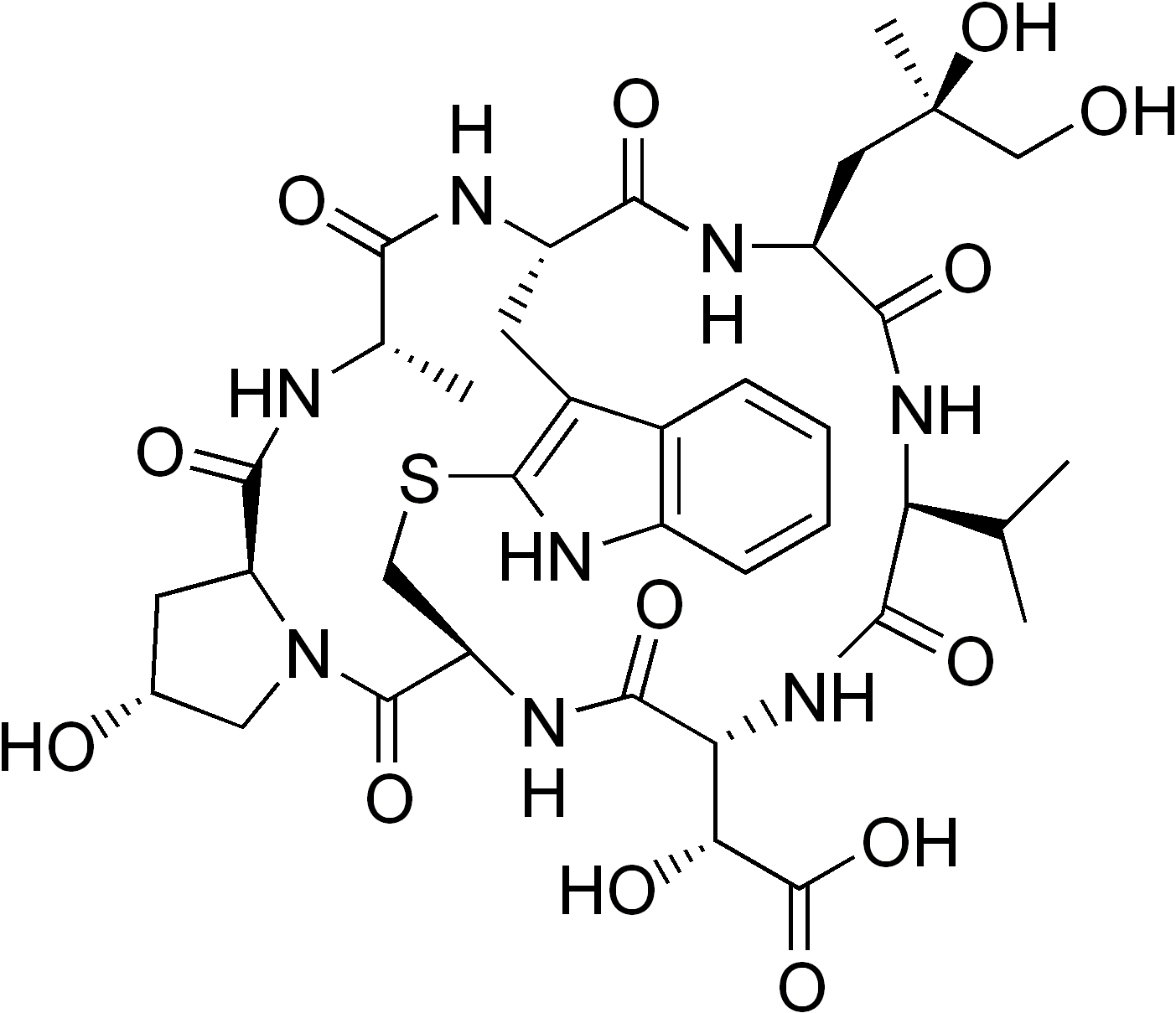
Falacidina
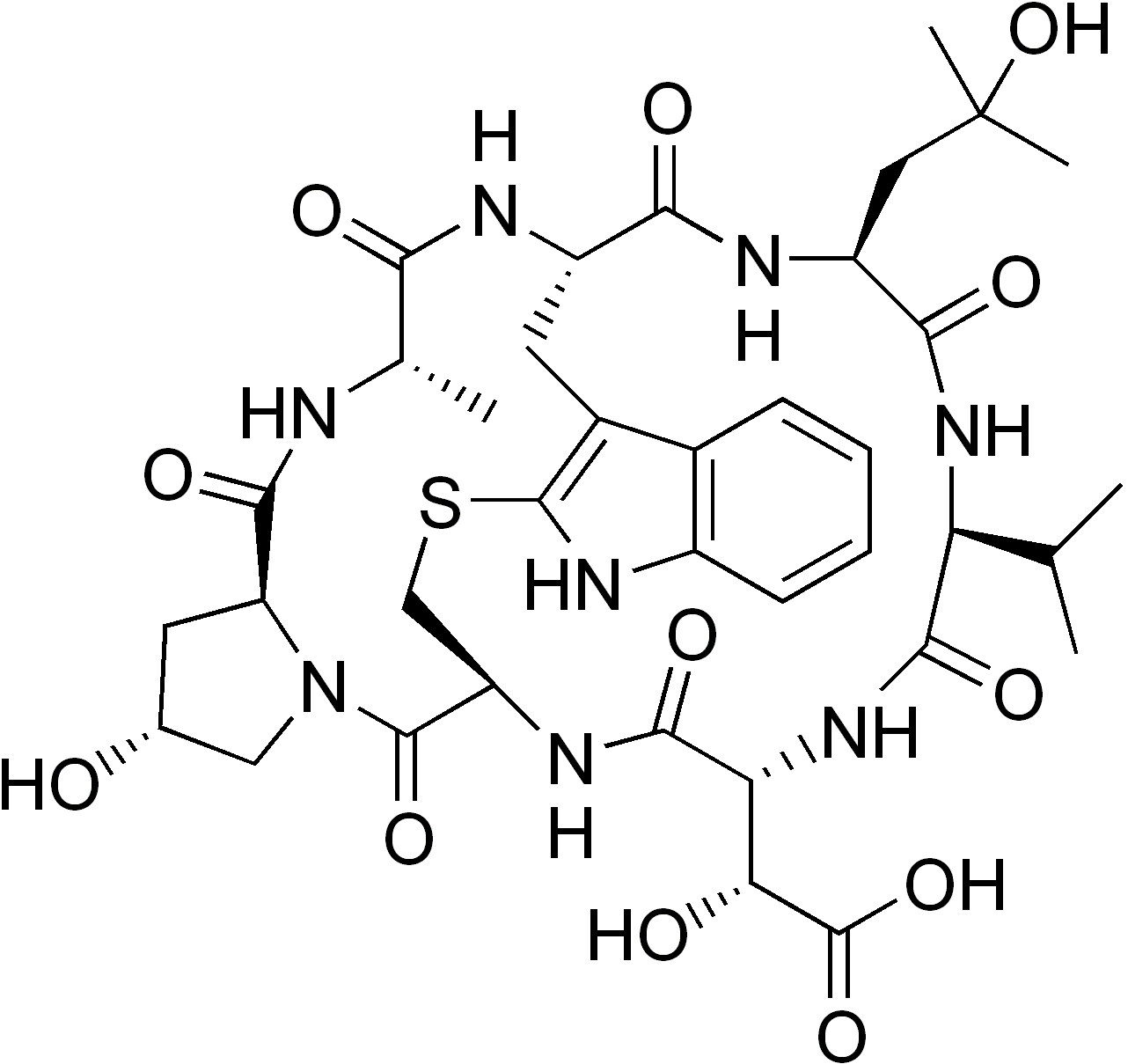
Falacina
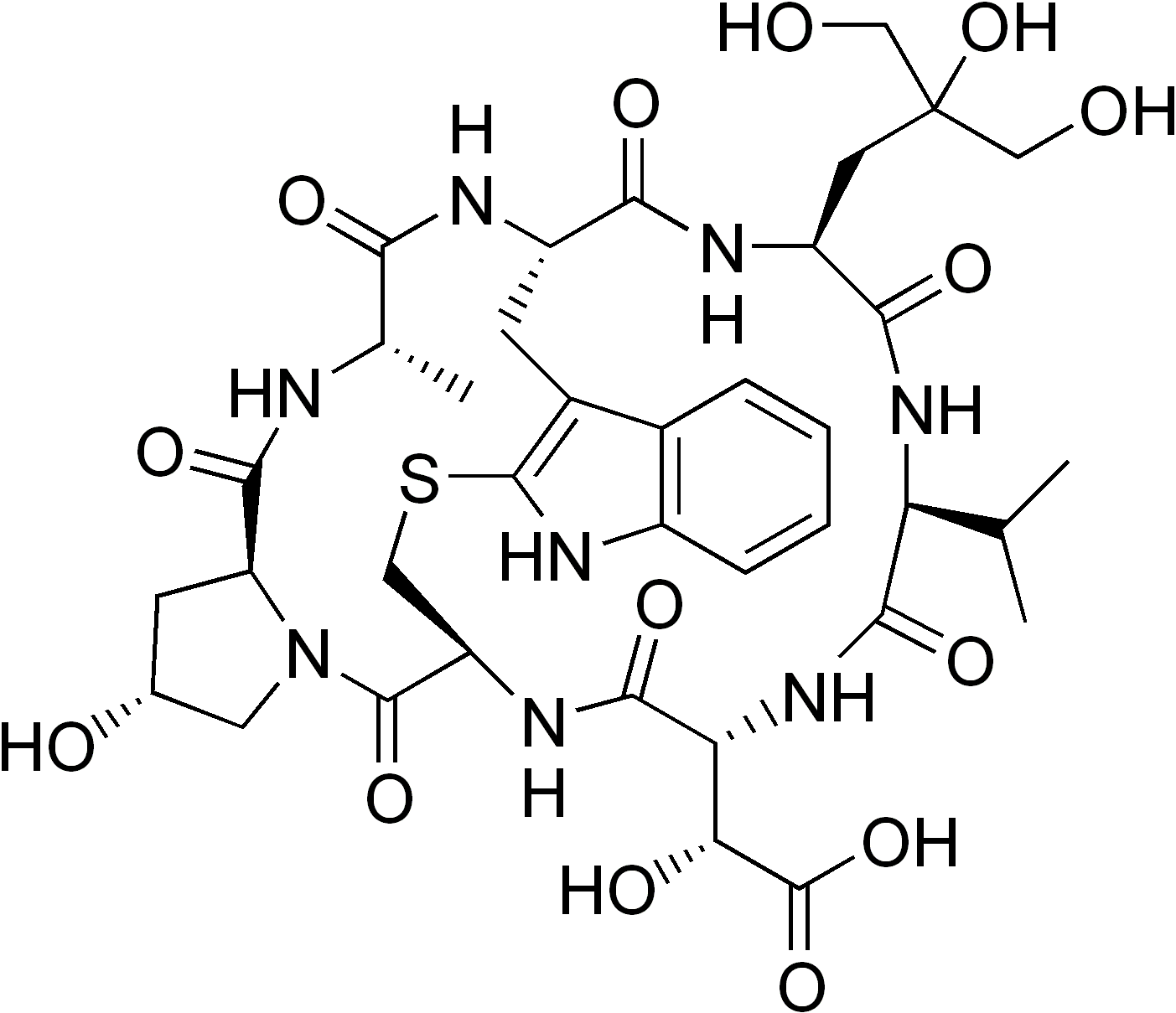
Falisacina